# Pratap Singh Shah Dev
Pratap Singh Shah Dev (em Nepalí:प्रतापसिंह शाह), (16 de abril de 1751- 17 de novembro de 1777) foi o segundo rei do Reino do Nepal, filho primogênito de Prithvi Narayan Shah, primeiro rei e comandante da unificação do Nepal.

## Biografia
Nasceu no ano de 1751 e chegou ao trono com 24 anos de idade em 1775. Ele pouco participou nas guerras de unificação do Nepal quando seu pai ainda estava vivo. No trono ele pouco se preocupava com os assuntos de estado, preferia mais os luxos da vida de um rei. Ele morreu aos 26 de idade em 1777 de causas naturais (outras fontes dizem que ele na realidade foi assassinado por um dos seus meios-irmãos[carece de fontes?]), sendo sucedido por seu filho de apenas dois anos de idade, Rana Bahadur Shah.